# Loui Sand
Loui Sand (* 27. Dezember 1992 in Modera, Sri Lanka; geborener Louise Nelum Sandamali Sand) ist ein ehemaliger schwedischer Handballspieler, der vor seiner Geschlechtsangleichung dem Kader der schwedischen Frauen-Nationalmannschaft angehörte.

## Karriere
Louise Sand begann 2001 das Handballspielen beim schwedischen Verein Kärra HF. Vier Jahre später schloss er sich Önnereds HK an. 2009 wechselte der Außenspieler zu IK Sävehof. Hier spielte Sand anfangs im Jugendbereich und wechselte später in den Damenbereich. Mit Sävehof gewann er 2012, 2013, 2014, 2015 und 2016 die Meisterschaft. In der Saison 2017/18 stand er beim französischen Verein Brest Bretagne Handball unter Vertrag. Anschließend schloss er sich CJF Fleury Loiret Handball an.
Sand lief insgesamt 29 mal für die schwedische Juniorinnen-Handballnationalmannschaft auf, für die er 66 Tore warf. Mit der Juniorinnen-Auswahl gewann er 2012 die U-20-Weltmeisterschaft und wurde zusätzlich am Turnierende in das All-Star-Team gewählt. Im selben Jahr debütierte er in der schwedischen Frauen-Nationalmannschaft und nahm an der Europameisterschaft teil. Bei der Europameisterschaft 2014 gewann er mit Schweden die Bronzemedaille. Er nahm an den Olympischen Spielen 2016 in Rio de Janeiro teil.
Sand gab am 7. Januar 2019 seinen Rücktritt vom aktiven Handball bekannt, da er sich nach einer diagnostizierten geschlechtsspezifische Dysphorie geschlechtsangleichenden Maßnahmen unterzog.
Im August 2021 unterschrieb er einen Vertrag bei der Herrenmannschaft von Kärra HF. Zwei Wochen nach Vertragsschluss wurde ihm vom schwedischen Handballverband eine Spielerlaubnis für die Herrallsvenskan erteilt. Am 25. September 2021 bestritt Sand sein erstes Pflichtspiel für Kärra, für den er bis zum Saisonende 2021/22 auflief.

## Sonstiges
Sand ist seit 2018 mit der Fußballspielerin Emma Berglund liiert.